# 날씨와 생활 (SBS)
《날씨와 생활》은 2005년 7월 4일부터 2015년 7월 5일까지 방송한 SBS의 날씨 정보 프로그램이다.

## 역사
2005년 7월 4일에 《날씨와 생활건강》으로 평일 오후 시간대에 방송을 시작하였다.
2007년 1월 15일부로 홍서연 기상 캐스터가 진행하는 《날씨와 건강》과 조경아 기상 캐스터가 진행하는 《날씨와 생활》로 분리되어 각각 오전과 오후에 편성되었다.
《날씨와 건강》은 2007년 6월 24일부로 종영되었고, 2007년 6월 25일부터 《날씨와 생활》만 방영을 이어 가다가 2015년 7월 5일 부로 종영되었다.

## 진행자
- 1대 홍서연 기상캐스터 (날씨와 생활건강, 날씨와 건강)
- 2대 조경아 기상캐스터 (날씨와 생활건강[1], 날씨와 생활)